# Irmintrud von Avalgau
Irmintrud von Avalgau (lat. Irmintrudis, * etwa 956; † 1020) war die Ehefrau des Pfalzgrafen Heribert von der Wetterau. Sie war die Tochter von Megingoz von Geldern, welcher als großer König unter den Fürsten galt, sowie von Gerberga von Geldern (auch Gerberga von Lothringen).

## Leben
Irmintrud (auch Irmintrud von Geldern, Irmtrud oder Irmentrud) wurde etwa 956 als eine von fünf Kindern in Avalgau geboren. Ihre Eltern waren Megingoz von Geldern und seine Frau Gerberga von Geldern, eine Tochter des lothringischen Pfalzgrafen Gottfried und Enkelin des westfränkischen Karl III. Irmintrud hatte vier weitere Geschwister, drei Schwestern und einen Bruder. Ihre Familie galt als berühmt und einflussreich. Während sich Irmintruds Schwestern Adelheid und Betrada sich in Köln in den Dienst Gottes stellten, wurden Alvera und Irmintrud von ihren Eltern verheiratet. Irmintrud heiratete den Pfalzgrafen Heribert von der Wetterau. Insgesamt bekam Irmintrud vier Kinder. Im Jahr 1020 starb sie im Alter von ca. 64 Jahren. Laut der Vita von Adelheid hat Irmintrud von Avalgau ihre Berühmtheit vor allem durch ihre Enkel bzw. Nachfahren, wie z. B. Heinrich VII. von Bayern oder Adalbero III. Bischof von Metz erhalten.

## Geschwister
- Adelheid von Vilich (lat. Adelheidis; 970–1015)
- Gottfried (* spätestens 960; † 976/977 in Böhmen)
- Alvera
- Bertrada († vor 1002 in Köln); Äbtissin von St. Maria im Kapitol Köln

## Kinder
- Gebhard
- Irmtrud von der Wetterau (* 972; † nach 1015)
- Otto I. Hammerstein (auch Otto I. von Zütphen; ca. 975–1036)
- Geberga († nach 1036)